# Johann Chaloupek

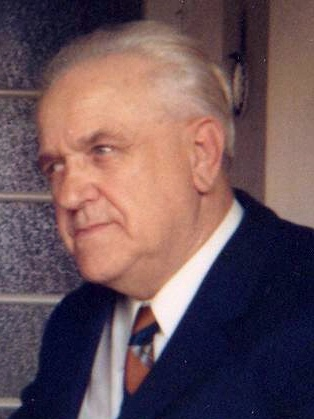
Johann Chaloupek (1983)

Johann Chaloupek (* 21. August 1901 in Fichtau bei Neubistritz, Böhmen; † 19. April 1988 in Wien) war ein österreichischer Genossenschafter.

## Leben
Johann Chaloupek besuchte von 1909 an die Teplitzer Volks- und Bürgerschule, ehe er mit seiner Familie im Juli 1913 wegen der zunehmenden tschechisch-nationalistischen Strömungen in Böhmen nach Gmünd in Niederösterreich übersiedeln musste. Im Dezember 1915 übersiedelte er abermals, diesmal nach Wien, wo er inmitten des Ersten Weltkrieges eine Lehrstelle in einem Delikatessengeschäft erhielt.
1920 wechselte er in die Konsumgenossenschaft (damals Zentralverwaltung Wien Westbahnhof) und engagierte sich auch politisch bei der sozialdemokratischen Partei (SPÖ). Im Laufe der Zwischenkriegszeit verlagerte er seinen Lebensmittelpunkt wieder in das Waldviertel und war maßgeblich an der Gründung von Turnvereinen und Kinder- und Jugendorganisationen beteiligt. In diese Zeit fällt auch seine Wahl zum Obmann der Gewerkschaft der Handelsangestellten sowie seine Berufung der Gebietskrankenkasse Gmünd in den Krankenkassenvorstand.
Zwischen 1934 und 1945 wurden die österreichischen Konsumgenossenschaften „gleichgeschaltet“ und während des Krieges in Versorgungsringe der Deutschen Arbeitsfront umgewandelt, jedoch blieb Chaloupek der Kriegsdienst aufgrund seiner organisatorischen Tätigkeit zur Sicherstellung der Versorgung der Bevölkerung erspart. Nach dem Zweiten Weltkrieg war Johann Chaloupek als Prokurist maßgeblich am Wiederaufbau der Konsumgenossenschaft Wien und Umgebung beteiligt. 1955 wurde auf sein Betreiben hin das IBM-Lochkartensystem im Konsum eingeführt, welches zur damaligen Zeit enorme ökonomische Vorteile bot und als wesentlicher Schritt zum raschen Wachstum der Konsumgenossenschaften beitrug.
Johann Chaloupek war ein Bruder von Ferdinand Chaloupek und ein Onkel von Günther Chaloupek.

## Werke
In seinem Buch „Lebenserinnerungen“ (Erschienen 1984) durchstreift der überzeugte Genossenschafter die Mühen, Schwierigkeiten und Freuden des letzten Jahrhunderts und ermöglicht einen Einblick in die Geschichte der Konsumgenossenschaften.
| Personendaten    | Personendaten                     |
| ---------------- | --------------------------------- |
| NAME             | Chaloupek, Johann                 |
| KURZBESCHREIBUNG | österreichischer Genossenschafter |
| GEBURTSDATUM     | 21. August 1901                   |
| GEBURTSORT       | Fichtau                           |
| STERBEDATUM      | 19. April 1988                    |
| STERBEORT        | Wien                              |